# Économie de guerre

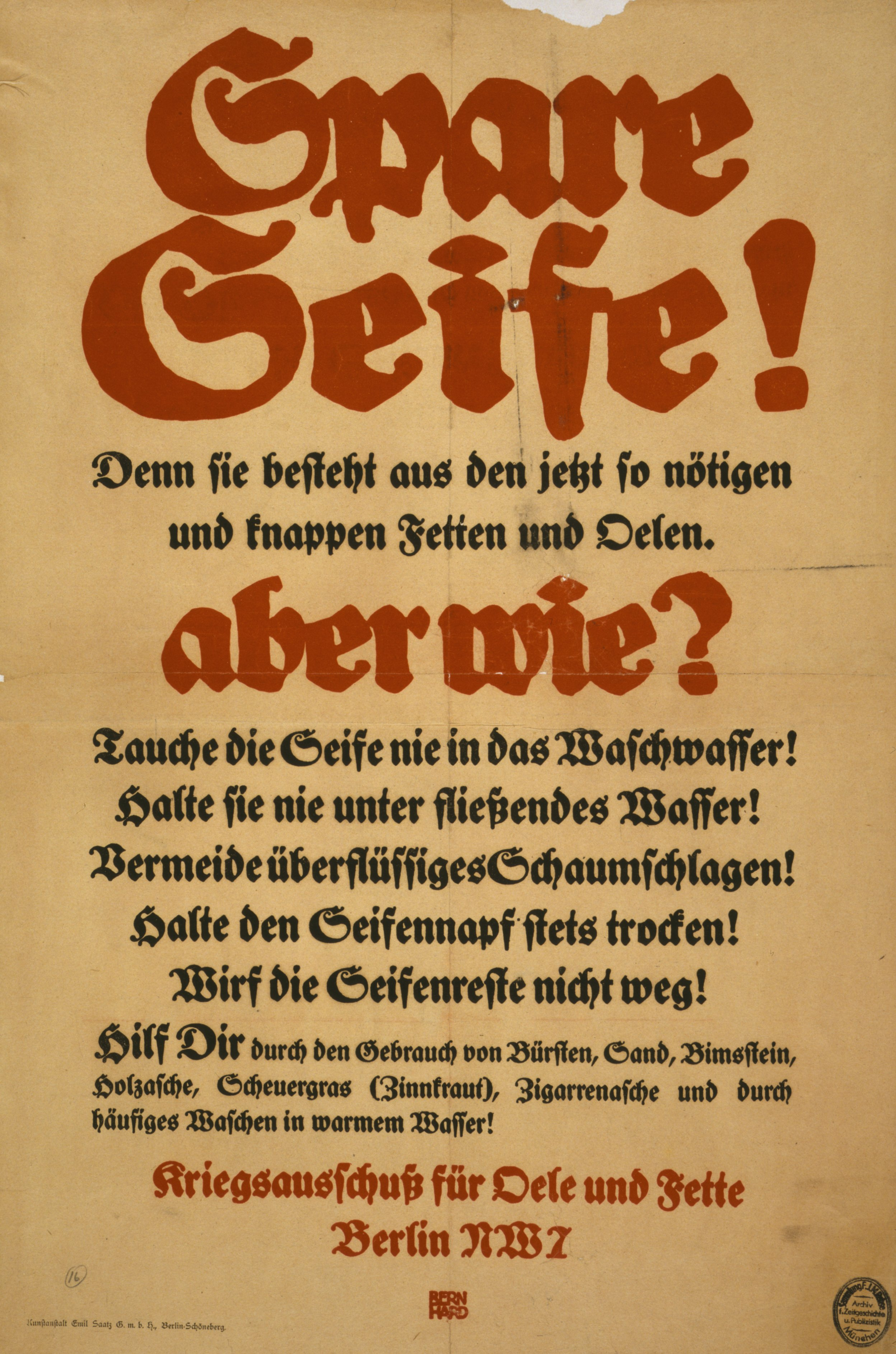
Affiche diffusée dans l'Empire allemand durant la Première Guerre mondiale visant à expliquer comment faire des économies de savon à la population.

L'économie de guerre désigne les pratiques économiques exceptionnelles mises en œuvre lors de certaines périodes historiques de fortes agitations ou d'autarcie extrême, généralement, mais pas nécessairement liées à l'existence de conflits armés. Elle a pour objectif le maintien des activités économiques indispensables à un pays, l'autosuffisance, la dissuasion de la consommation privée, la garantie de la production des aliments et le contrôle de l'économie depuis l'État.

## Caractéristiques
Parmi les caractéristiques fondamentales de l'économie de guerre, on trouve :
- Contrôle exhaustif de la politique monétaire visant à éviter les processus d'hyperinflation ;
- Faveur accordée à l'autarcie au niveau des produits de base et du matériel militaire ;
- Mesures de réduction de la consommation énergétique ;
- Incitation à la main-d'œuvre féminine à bas coût pour occuper les postes de ceux qui intègrent l'armée ;
- Changements dans la politique agricole, qui dirigent les cultures et l'industrie de transformation vers la production de céréales et, en général, vers des produits apportant une grande quantité de glucides. Administration des prix agricoles (voir l'histoire de la Commission canadienne du blé ou du Milk Marketing Board au Royaume-Uni) ;
- Augmentation de la production de l'industrie lourde et militaire ;
- Mise en place de mesures de réduction de la consommation privée, qui peuvent inclure le rationnement de l'industrie et des familles.

A contrario, pour de nombreux pays non-belligérants et territorialement ou économiquement proches d'une zone de conflit armé, l'économie de guerre est une occasion de croissance et de développement, car ils peuvent alors augmenter leurs exportations aux belligérants. Dans d'autres cas, l'économie de guerre soutient des processus de recherche et de développement technologiques qui améliorent la capacité du pays.

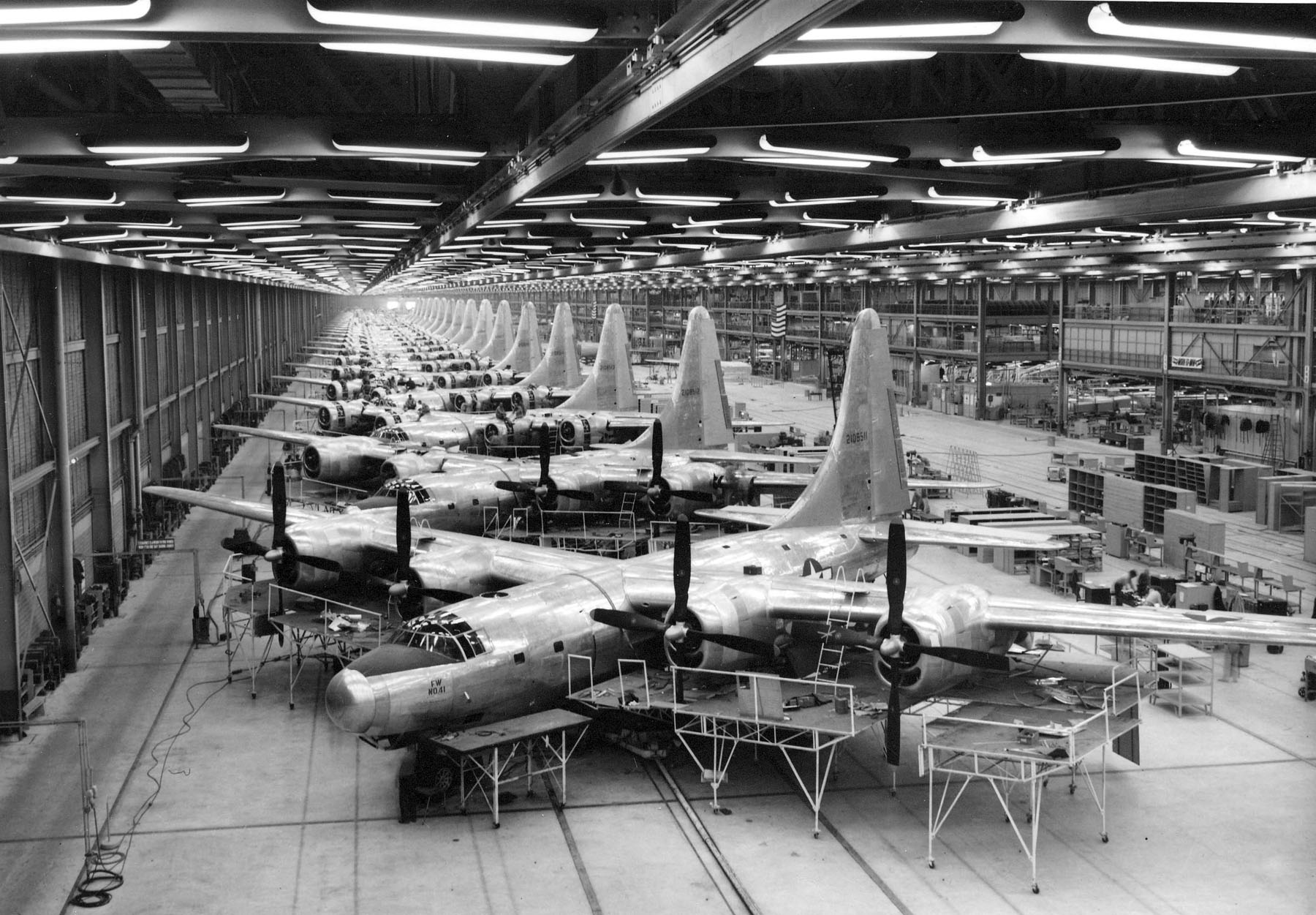
Production en très grande série d'avions Consolidated B-32 Dominator à l'usine Consolidated Aircraft n° 4, près de Fort Worth, Texas (USA), pendant la Seconde Guerre mondiale.

## Exemples
- Le Vierjahresplan (plan de quatre ans) lancé en 1936 en vue d'accélérer le réarmement du Troisième Reich.
- L'URSS, partant d'une situation d'économie planifiée, a réorienté l'intégralité de ses moyens industriels de l'été 1941 à la fin 1945 dans une organisation d'économie de guerre.
- Le Victory Program (programme de la victoire) lancé en janvier 1942 fera du complexe militaro-industriel des États-Unis le plus puissant du monde.

## Effets sur la croissance
Plusieurs dizaines d'études économiques ont cherché à estimer l'effet des guerres sur la croissance économique. Une étude de 2013 a synthétisé 168 travaux de recherche allant de 1973 à 2013, portant sur le lien entre les dépenses militaires et la croissance économique. Le papier estime que 40 % des travaux de recherche ne trouvent aucun lien significatif entre croissance des dépenses militaires et croissance économique ; 38 %, un effet négatif ; 22 % seulement un effet positif.